# Almaas 33
Pour plus de détails, voir Fiche technique et Distribution.
Almaas 33 (الماس ۳۳) est un film iranien réalisé par Dariush Mehrjui, sorti en 1967.

## Fiche technique
Sauf indication contraire, les informations mentionnées dans cette section peuvent être confirmées par la base de données cinématographiques IMDb,  présente dans la section « Liens externes ».
- Titre original : الماس ۳۳, Almaas 33
- Réalisation : Dariush Mehrjui
- Scénario : Reza Fazeli et Dariush Mehrjui
- Direction artistique : Valiollah Khakdan
- Photographie : Mostafa Alemian
- Montage : Musa Afshar
- Musique : Morteza Hananeh et Fereydoun Naseri
- Pays d'origine : Iran
- Format : Couleurs - Mono
- Genre : drame, thriller
- Durée : 120 minutes
- Date de sortie : 1967

## Distribution
- Nancy Kovack : Linda
- Reza Fazeli : Reza
- Hamideh Kheirabadi : la mère de Reza